# Márcia Freire
Pour les articles homonymes, voir Freire.
Márcia Freire est une chanteuse brésilienne de musique axé née à Salvador le 20 décembre 1965. 

## Parcours
Après avoir chanté dans les bars et les petites fêtes de l'État de Bahia, elle participe au carnaval de Salvador en 1985 avec le bloco Free-Lance. 
En 1986, elle intègre le groupe Cheiro de Amor avec lequel elle va connaître un immense succès. 
Après dix ans dans ce groupe, elle décide en 1996 de se lancer dans une carrière solo. 
En 2001, sous la pression de ses fans, elle réintègre Cheiro de Amor, avec qui elle réenregistrera deux nouveaux albums, avant de reprendre sa carrière solo en 2003.

## Discographie (carrière solo)
- 1996 - Márcia Freire
- 1997 - Maravilha
- 1999 - Gente Boa
- 2000 - Timbalayê